# Петрівське (Березнегуватський район)
Петрі́вське — колишнє село в Україні, підпорядковувалося Лепетиській сільській раді Березнегуватського району Миколаївської області.
Засноване 1929 року. Виключене з облікових даних рішенням Миколаївської обласної ради від 29 березня 2013 року у зв'язку з переселенням його мешканців до інших населених пунктів.